# Peter Kohl (Journalist)

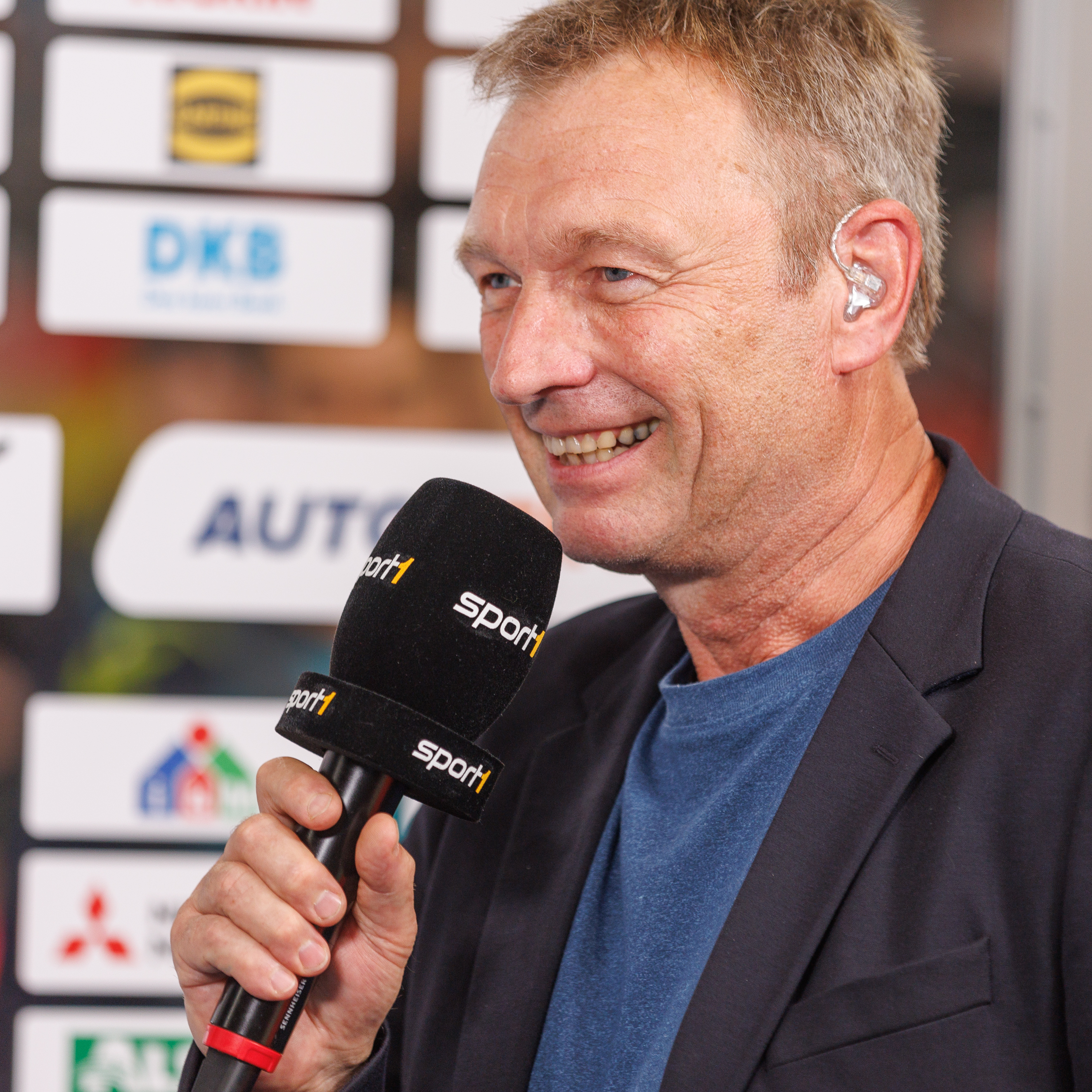
2024 beim Handball

Peter Kohl (* 24. August 1962 in Solingen) ist ein deutscher Sportmoderator.
Nach seiner Zeit beim Bayerischen Rundfunk und bei Sat.1 arbeitete der ehemalige Eisschnellläufer Peter Kohl, der mit seiner Frau Michaela auf einem Bauernhof in Gars am Inn lebt, seit 1993 beim TV-Sportsender DSF als Redakteur und Fernsehmoderator. Zudem berichtete er als Reporter unter anderem von Tennis-Veranstaltungen.